# Hilding Gavle
Hilding Bernhard Augustin Gavle, född Svensson den 28 augusti 1901 i Kalmar, död den 4 augusti 1969 i Adolf Fredriks församling, Stockholm, var en svensk skådespelare.

## Biografi
Hilding Gavle var son till möbelhandlaren Frans Svensson. Han studerade skådespeleri för Julia Håkansson och debuterade 1929 som Pimbrache i turné med Gaston Arman de Caillavet och Robert de Flers Äventyret. Efter några korta anställningar spelade han 1931–1932 hos Gösta Ekman den äldre på Konserthusteatern. Han reste därefter vintern 1932–1933 med Skådebanan innan han hösten 1933 återvände till Stockholm. Här arbetade han hos Gösta Ekman på Vasateatern och spelade bland annat Soldaten i Per Lagerkvists Bödeln, Människan i André Obeys Noak samt Agyropoulos i Cassini de Paris av R. Lothar och H. Adler. 1936–1938 var han anställd vid Nya Teatern och var från 1938 anställd vid Blancheteatern.
Åren 1949–1960 var han engagerad vid Dramaten. Han var i början av sin karriär huvudsakligen revy- och komediaktör men utvecklades sedan till en framstående karaktärsskådespelare.
Han filmdebuterade 1930 i Gustaf Molanders Fridas visor, och han medverkade i drygt ett 40-tal film- och TV-produktioner. Han var även flitigt verksam inom radio.
Gavle är begravd på Norra begravningsplatsen utanför Stockholm.

## Filmografi i urval
- 1930 – Fridas visor
- 1934 – Marodörer
- 1935 – Flickornas Alfred
- 1935 – Järnets män
- 1936 – Alla tiders Karlsson
- 1936 – Janssons frestelse
- 1936 – På Solsidan
- 1936 – Samvetsömma Adolf
- 1936 – Kungen kommer
- 1937 – Familjen Andersson
- 1937 – Bleka greven
- 1937 – Vi går landsvägen
- 1938 – Styrman Karlssons flammor
- 1938 – Adolf klarar skivan
- 1939 – Rena rama sanningen
- 1939 – Filmen om Emelie Högqvist
- 1939 – Spöke till salu
- 1939 – Oss baroner emellan
- 1940 – Den blomstertid
- 1941 – Bara en kvinna
- 1941 – En fattig miljonär
- 1941 – En man för mycket
- 1941 – Spökreportern
- 1941 – Det sägs på stan
- 1941 – I paradis ...
- 1941 – Ung dam med tur
- 1942 – Löjtnantshjärtan
- 1942 – En äventyrare
- 1942 – En trallande jänta
- 1943 – Hans Majestäts rival
- 1943 – Professor Poppes prilliga prillerier
- 1943 – Hon trodde det var han
- 1944 – ... och alla dessa kvinnor
- 1945 – Oss tjuvar emellan eller En burk ananas
- 1945 – Hans Majestät får vänta
- 1945 – Vandring med månen
- 1946 – Ballongen
- 1947 – Stackars lilla Sven
- 1949 – Flickan från tredje raden
- 1950 – Medan staden sover
- 1952 – Adolf i toppform
- 1952 – Snurren direkt
- 1956 – Tarps Elin
- 1961 – Gäst hos verkligheten
- 1961 – Ett resande teatersällskap
- 1966 – Hemsöborna
- 1968 – Rötter

## Teater

### Roller (ej komplett)
| År   | Roll                      | Produktion                                                                                                | Regi                 | Teater                           |
| ---- | ------------------------- | --- | -------------------- | -------------------------------- |
| 1933 | Erhardt Würtz             | Banken (La Banque Nemo) Louis Verneuil                                                                    | Hjalmar Peters       | Vasateatern                      |
| 1934 | Bernardo                  | Hamlet William Shakespeare                                                                                | Per Lindberg         | Vasateatern                      |
| 1934 | Vicevärden                | Natten till den 17:de april (Tűzmadár) Lajos Zilahy                                                       | Gunnar Olsson        | Vasateatern                      |
| 1934 | Slaktardrängen            | Bödeln Pär Lagerkvist                                                                                     | Per Lindberg         | Vasateatern                      |
| 1935 | Emil Ahldorf              | Karriär-karriär (A szerencse fia) Gábor Drégely                                                           | Gösta Ekman          | Vasateatern                      |
| 1935 | Kontorschefen             | En förtjusande fröken (Bezauberndes Fräulein) Ralph Benatzky                                              | Gösta Ekman          | Vasateatern                      |
| 1935 | Cyprien                   | Sådana tider (Les temps difficiel) Édouard Bourdet                                                        | Per Lindberg         | Vasateatern                      |
| 1935 | Människan                 | Noak (Noe) André Obey                                                                                     | Per Lindberg         | Vasateatern                      |
| 1935 | Andre stolvaktaren        | Innanför grindarna (Within The Gates) Sean O'Casey                                                        | Per Lindberg         | Vasateatern                      |
| 1935 | Tubal                     | Köpmannen i Venedig (The Merchant of Venice) William Shakespeare                                          | Per Lindberg         | Vasateatern                      |
| 1936 | Emil Ahldorf              | Peter Peter (Ingeborg) Curt Goetz                                                                         | Gösta Ekman          | Vasateatern                      |
| 1936 | Greve Lilliesparre        | Hm, sa greven, revy Kar de Mumma                                                                          | Harry Roeck Hansen   | Blancheteatern                   |
| 1936 | Agyropoulos               | Cassini de Paris (Nacht vor dem Ultimo) Rudolf Lothar och Hans Adler                                      | Harry Roeck Hansen   | Vasateatern                      |
| 1936 | Mannen                    | Venusspelet (L'Ennemie) André-Paul Antoine                                                                | Sandro Malmquist     | Nya Teatern                      |
| 1936 | Edmond Fontagnes          | Bichon Jean de Létraz                                                                                     | Sandro Malmquist     | Nya Teatern                      |
| 1936 | Kilian                    | Senapskornet Ebbe Linde                                                                                   | Sandro Malmquist     | Nya Teatern                      |
| 1937 | Herden                    | En saga för vintern (The Winter's Tale) William Shakespeare                                               | Sandro Malmquist     | Nya Teatern                      |
| 1937 | Pétrus                    | Petrus den lycklige (Pétrus) Marcel Achard                                                                | Sandro Malmquist     | Nya Teatern                      |
| 1937 | Victor Saltmarsh          | Medelålders dam reser hem (All Rights Reserved) Norman C. Hunter                                          | Sandro Malmquist     | Nya Teatern                      |
| 1937 | Kyparen                   | Min frihet (Ma liberté) Denys Amiel                                                                       | Sandro Malmquist     | Nya Teatern                      |
| 1937 | Otto Valentin             | Regnrocken (Don Juans Regenmantel) Gregor Schmitt                                                         | Sandro Malmquist     | Nya Teatern                      |
| 1937 | Broder Domingo            | Kvinnan är en djävul (Une Femme est un diable ou la Tentation de saint Antoine) Prosper Mérimée           | Sandro Malmquist     | Nya Teatern                      |
| 1937 | Ukko                      | Holländarn August Strindberg                                                                              | Sandro Malmquist     | Nya Teatern                      |
| 1938 | Evelyn Bathurst           | Vi gentlemän (This Was a Man) Noël Coward                                                                 | Sandro Malmquist     | Nya Teatern                      |
| 1938 | Biskopen av Winterbury    | Min hustru doktor Carson (Robert's Wife) St. John Greer Ervine                                            | Harry Roeck-Hansen   | Blancheteatern                   |
| 1939 | Homais                    | Madame Bovary Gaston Baty                                                                                 | Harry Roeck-Hansen   | Blancheteatern                   |
| 1939 | Sir Walter Harrowby       | Vibrationer (The flashing stream) Charles Morgan                                                          | Harry Roeck-Hansen   | Blancheteatern                   |
| 1940 | Morfar                    | Tony ritar en häst (Tony Draws A Horse) Lesley Storm                                                      | Harry Roeck-Hansen   | Blancheteatern                   |
| 1940 | Dr Görtler                | Här har jag varit förut (I have been here before) John Boynton Priestley                                  | Harry Roeck-Hansen   | Blancheteatern                   |
| 1940 | Philip Anagnos            | Hyggliga människor (The gentle people) Irwin Shaw                                                         | Olof Molander        | Blancheteatern                   |
| 1941 | Serebrjakov               | Onkel Vanja (Дядя Ваня, Djadja Vanja) Anton Tjechov                                                       | Harry Roeck-Hansen   | Blancheteatern                   |
| 1941 | Onkel Severin             | På solsidan (På solsiden) Helge Krog                                                                      | Hans Jacob Nilsen    | Blancheteatern                   |
| 1941 | Medverkande               | Kar de Mummas ofullbordade, revy Kar de Mumma                                                             | Leif Amble-Næss      | Blancheteatern                   |
| 1941 | Manfred Geist             | Skilda språk (The Talley method) Samuel Nathaniel Behrman                                                 | Harry Roeck-Hansen   | Blancheteatern                   |
| 1941 | Mördar'n                  | Midsommardröm i fattighuset Pär Lagerkvist                                                                | Per Lindberg         | Blancheteatern                   |
| 1942 | Burgess                   | Candida George Bernard Shaw                                                                               | Harry Roeck-Hansen   | Blancheteatern                   |
| 1942 | Satin                     | På livets botten (На дне, Na dne) Maksim Gorkij                                                           | Jura Tamkin          | Blancheteatern                   |
| 1942 | Barty                     | Sol i dimma (The light of heart) Emlyn Williams                                                           | Harry Roeck-Hansen   | Blancheteatern                   |
| 1943 | Pastorn                   | Fadren August Strindberg                                                                                  | Helge Hagerman       | Blancheteatern                   |
| 1943 | Ernst Alexius             | Rus Rudolf Värnlund                                                                                       | Per Lindberg         | Blancheteatern                   |
| 1943 | Överste Lanser            | Månen har gått ned (The moon is down) John Steinbeck                                                      | Harry Roeck-Hansen   | Blancheteatern/ Oscarsteatern    |
| 1943 | Oscar                     | De små rävarna (The little foxes) Lillian Hellman                                                         | Harry Roeck-Hansen   | Blancheteatern                   |
| 1944 | Thor Swanson              | Det ljusnar vid 7-tiden (The mornings at seven) Paul Osborn                                               | Harry Roeck-Hansen   | Blancheteatern                   |
| 1944 | Gajev                     | Körsbärsträdgården (Вишнёвый сад, Visjnjovyj sad) Anton Tjechov                                           | Harry Roeck-Hansen   | Blancheteatern                   |
| 1944 | Howard Ingraham           | Med clippern västerut (Flight to the west) Elmer Rice                                                     | Helge Hagerman       | Blancheteatern                   |
| 1944 | Medverkande               | Och han skämtar för dig, revy Kar de Mumma                                                                | Leif Amble-Næss      | Blancheteatern                   |
| 1945 | Greve Max von Stammer     | Det blåser en vind (The Searching Wind) Lillian Hellman                                                   | Harry Roeck-Hansen   | Blancheteatern                   |
| 1945 | Jimmie Lee                | När kvinnor mötas (When Ladies Meet) Rachel Crothers                                                      | Sam Besekow          | Blancheteatern                   |
| 1945 | Algernon Moncrieff        | Bunbury (The Importance of Being Earnest) Oscar Wilde                                                     | Harry Roeck-Hansen   | Blancheteatern                   |
| 1946 | Pastor Manders            | Gengångare (Gengangere) Henrik Ibsen                                                                      | Harry Roeck-Hansen   | Blancheteatern                   |
| 1946 | G.B. Curtis               | Pat regerar (Junior Miss) Jerome Chodorov och Joseph Fields                                               | Håkan Westergren     | Blancheteatern                   |
| 1946 | Farfar Meng               | "Patrasket" Hjalmar Bergman                                                                               | Anders Henriksson    | Vasateatern                      |
| 1946 | Kyparen                   | Man kan aldrig veta (You never can tell) George Bernard Shaw                                              | Harry Roeck-Hansen   | Blancheteatern                   |
| 1947 | William                   | Alltsedan paradiset (Ever since paradise) J.B. Priestley                                                  | Per-Axel Branner     | Nya Teatern                      |
| 1947 | Mr Lundie                 | Brigadoon Alan Jay Lerner och Frederick Loewe                                                             | Per-Axel Branner     | Oscarsteatern                    |
| 1948 | William                   | Alltsedan paradiset (Ever since paradise) J.B. Priestley                                                  | Per-Axel Branner     | Nya Teatern/ Riksteatern         |
| 1948 | William                   | Alltsedan paradiset (Ever since paradise) J.B. Priestley                                                  | Sture Ericson        | Helsingborgs stadsteater         |
| 1948 | William                   | Alltsedan paradiset (Ever since paradise) J.B. Priestley                                                  | Sture Ericson        | Malmö stadsteater                |
| 1948 | Chlestakov                | Revisorn (Ревизор, Revizor) Nikolaj Gogol                                                                 | Lars-Levi Læstadius  | Helsingborgs stadsteater         |
| 1949 | Willy Loman               | En handelsresandes död (Death of a Salesman) Arthur Miller                                                | Alf Sjöberg          | Dramaten                         |
| 1950 | Lucien                    | Fruns salig mor (Spektakel från sekelskiftet) (Feu la mère de Madame) Georges Feydeau                     | Mimi Pollak          | Dramaten                         |
| 1950 | Don Perlimplin            | Don Perlimplins kärlek till Belisa (Amor de don Perlimplín con Belisa en su jardín) Federico Garcia Lorca | Göran Gentele        | Dramaten                         |
| 1950 | Lumpsamlaren              | Tokiga grevinnan (La folle de chaillot) Jean Giraudoux                                                    | Olof Molander        | Dramaten                         |
| 1951 | Hebble Tyson, borgmästare | Kvinnan bör inte brännas (The lady's not for burning) Christopher Fry                                     | Alf Sjöberg          | Dramaten                         |
| 1951 | Doktor Pfeffer            | Diamanten (Der Diamant) Friedrich Hebbel                                                                  | Rune Carlsten        | Dramaten                         |
| 1953 | Felix                     | Trasiga änglar (La Cuisine des anges) Albert Husson                                                       | Olof Thunberg        | Norrköping-Linköping stadsteater |
| 1954 | Filip                     | Kanske en diktare Ragnar Josephson                                                                        | Gunnar Ekström       | Helsingborgs stadsteater         |
| 1954 | Charles Battle            | Fadershjärtat (The Bread-Winner) W. Somerset Maugham                                                      | Stig Torsslow        | Dramaten/ Folkparksturné         |
| 1958 | M. Jourdain               | Borgare och adelsman (Le Bourgeois gentilhomme) Moliére                                                   | Tore Karte           | Fredriksdalsteatern              |
| 1960 | Hamlets faders vålnad     | Hamlet William Shakespeare                                                                                | Alf Sjöberg          | Dramaten                         |
| 1960 | Michael Marthraun         | Tuppen (Cock A Doodle Dandy) Seán O'Casey                                                                 | Lars-Levi Laestadius | Stockholms stadsteater           |
| 1962 | Farfar Meng               | Patrasket Hjalmar Bergman                                                                                 | Stina Bergman        | Stockholms stadsteater           |
| 1962 | Tevje, mjölkhandlare      | Tevye och hans döttrar (Tevye and his Daughters) Arnold Perl                                              | Per Sjöstrand        | Helsingborgs stadsteater         |
| 1964 | Munnen                    | Skärmarna (Les Paravents) Jean Genet                                                                      | Per Verner-Carlsson  | Stockholms stadsteater           |

## Radioteater

### Roller
| År   | Roll                                  | Produktion                  | Regi               |
| ---- | ------------------------------------- | --------------------------- | ------------------ |
| 1941 | Doktor Envall                         | John Blundqvist Berco       | Carl-Otto Sandgren |
| 1944 | Kammarherre Jonas Jehosua Hawerskiöld | Amiralinnan Hilding Östlund | Gunnar Olsson      |

## Bilder

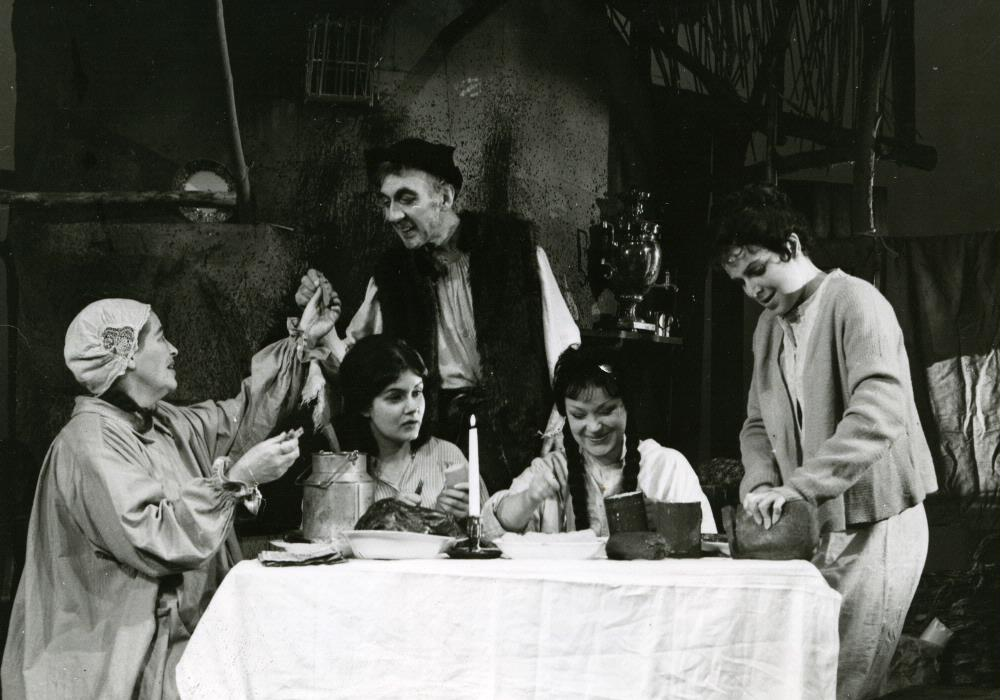
Stina Ståhle, Lena Ewert, Hilding Gavle, Gerd Hegnell och Caryna Houmann i Tevye och hans döttrar på Helsingborgs stadsteater  1962.
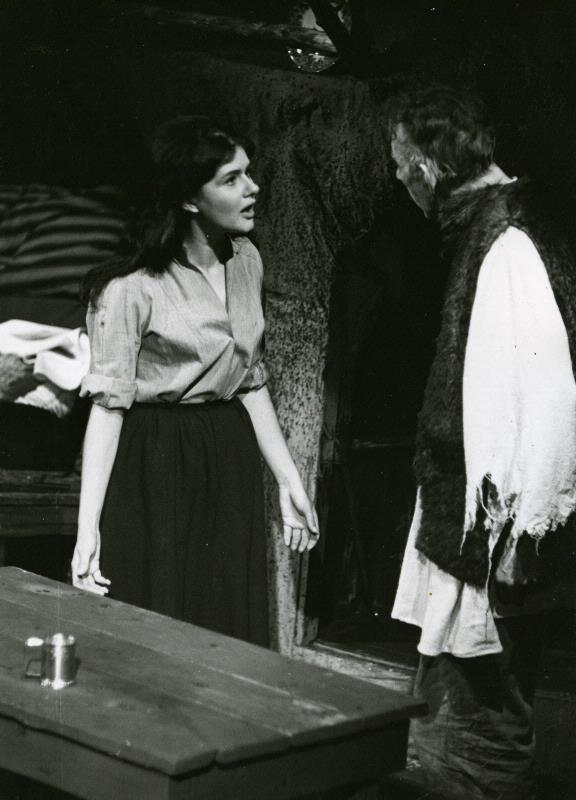
Lena Ewert som Hodel och Hilding Gavle som Tevye i Tevye och hans döttrar på Helsingborgs stadsteater  1962.
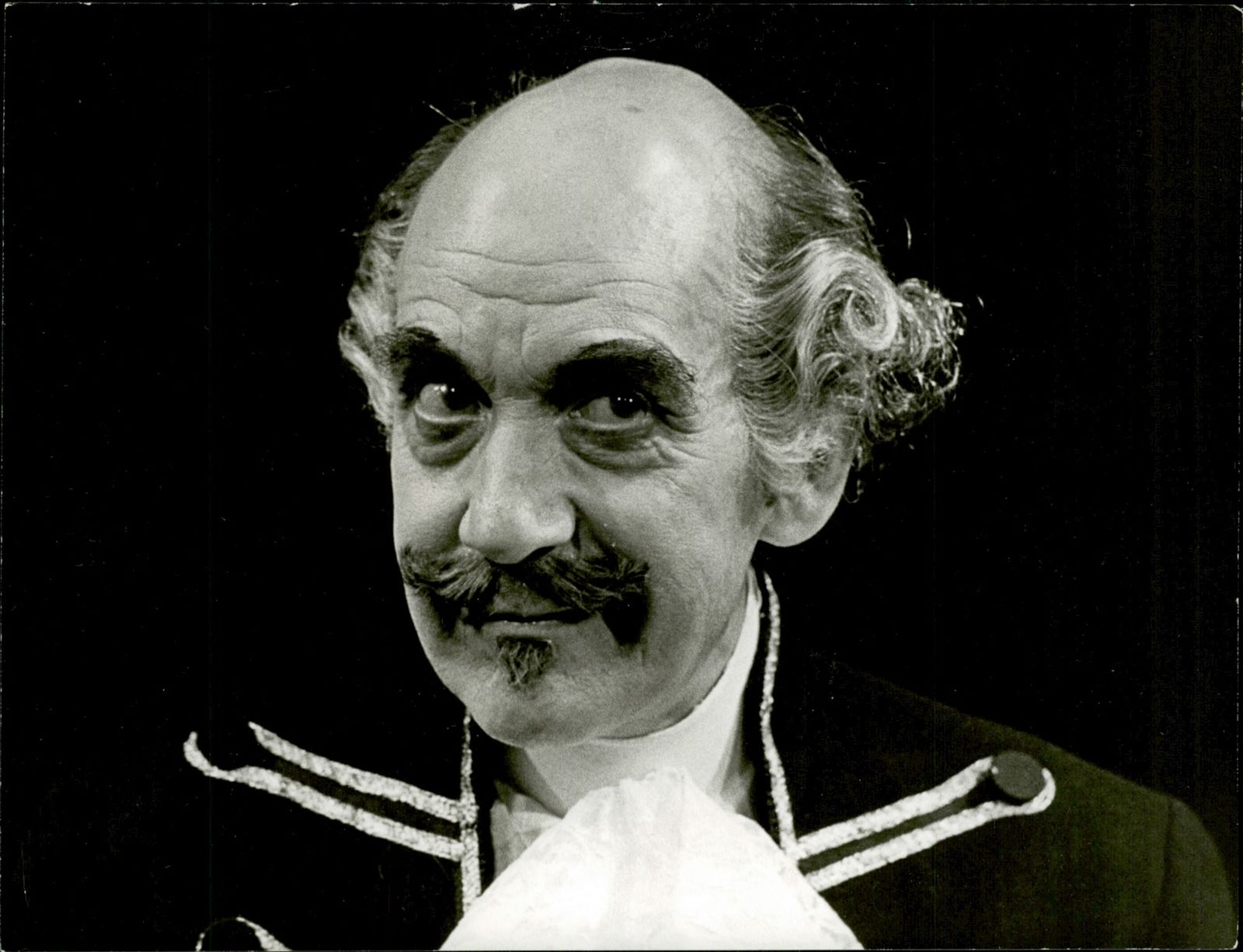
Hilding Gavle som Betjänten i Sällsamt ögonblick på Stockholms stadsteater 1964.